# Aranyélet
Az Aranyélet 2015-ös magyar televíziós sorozat, a finn Helppo elämä (magyarul: Könnyű élet) remake-je, az HBO Magyarország harmadik szerializált remake-sorozata a Társas játék és a Terápia után.

## Szereplők
Állandó szereplők
- Thuróczy Szabolcs – Miklósi Attila.
- Ónodi Eszter – Miklósi Janka, Attila felesége.
- Olasz Renátó – Miklósi Márk, Attila és Janka fia.
- Döbrösi Laura – Miklósi Mira, Attila és Janka lánya.
- Anger Zsolt – Hollós Endre, Attila gyerekkori barátja és Márk keresztapja.
- Végh Zsolt – Gáll Ferenc, Attila és Endre fiatalkori barátja.
- Németh Laura (2. évad) / Staub Viktória (3. évad)[1] – Gáll Bianka, Gáll Feri lánya
- Rajkai Zoltán – Dr. Zebegényi Géza
- Danis Lídia – Jakab Erika főhadnagy

Visszatérő szereplők
- Bakonyi Csilla – Nyiredi Barbara
- Farkas Franciska – Evelin „Oszi”
- Hevér Gábor – Dr. Szendrák Dénes, Miklósiék ügyvédje
- Lengyel Tamás – Miklósi Tibor, Attila öccse
- Mészáros Béla – Komáromi Zsolt rendőrőrnagy
- Vándor Éva – Klári, Miklósiék szomszédja
- Lukács Sándor – Ambrus, Klári férje
- ifj. Vidnyánszky Attila – fiatal Miklósi Attila
- Kovács Tamás – fiatal Hollós Endre
- Waskovics Andrea – fiatal Miklósi Janka
- Fehér László – fiatal Gáll Feri
- Fullajtár Andrea – Boros Zsuzsa, államtitkár
- Erdélyi Mária – Éva, Attila és Tibor édesanyja
- Seress Zoltán – Csér Kálmán
- Kovács Lehel – Gyurkovics Krisztián „Gyuka”

További szereplők
- Szőcs Artur – Tomcsa Nándor
- Horváth János – Gőte
- Török-Illyés Orsolya – Zebegényiné Judit
- Lőte Attila – Miklósi Mihály, Attila és Tibor édesapja
- Debreczeny Csaba – Strasszer Imre
- Major Erik – Áron
- Owaimer Adrián – Tomi
- Fellegi Balázs – Samu
- Nagy Réka – Vivien
- Benkő Claudia – Luca
- Ralph Berkin – angol tanár
- Éles Nikolett – óvodapedagógus
- Lábodi Ádám – Tulaj
- Király Attila – ügyintéző
- Dr. Gődény György – testépítő
- Molnár Áron – rendőr
- Schmied Zoltán – igazgató
- Bánki Gergely – raktáros
- Mészáros Árpád Zsolt – Göndör
- Rujder Vivien – Dzsennifer
- Hunyadkürti István – Tóni bá
- Száger Zsuzsa – ellenőr
- Karácsonyi Zoltán – Gagauz
- Ficzere Béla – vizsgabiztos
- Dobos Evelin – terhes anyuka
- Kasvinszki Attila – Zoli
- Radnay Csilla – Hanna
- Rubóczki Márkó – Norbi
- Papp János – Szilágyi Pál
- Csőre Gábor – tesitanár
- Bede-Fazekas Szabolcs – Telki százados
- Varjú Kálmán – Máthé Péter
- Sedró Áron – Hegymegi Örs, Zsuzsa fia
- Martinkovics Máté – Kisjorgosz
- Nagypál Gábor – Gyepa
- Fekete Lovas Zsolt – Mátyás Pisti
- Epres Attila – Főügyész
- Trill Zsolt – Fazi
- Gera Marina – Gemenci Mari
- Makranczi Zalán – András atya
- Borovics Tamás – Novák Zoltán
- Botos Éva – Szegedi Éva
- Kamarás Iván – Degesz
- Mikó István – Ikonográfus
- Vincze Attila – Szegedi Zoltán
- Sztárek Andrea – bíró

## Gyártás
Az Aranyélet készítését 2015. május 14-én jelentette be az HBO Europe, amikor már elkezdték a sorozat forgatását. A könnyű élet (Helppo elämä) című finn sorozat magyar változata a magyar HBO harmadik saját gyártású remake-sorozata a Társas játék és a Terápia után. A bejelentésben szerepelt Thuróczy Szabolcs, Ónodi Eszter, Döbrösi Laura, Olasz Renátó, Anger Zsolt, Lengyel Tamás, Mészáros Béla, Vándor Éva és Lukács Sándor színészek, Tasnádi István vezető forgatókönyvíró, Zomborácz Virág és Bárány Márton forgatókönyvírók, valamint Dyga Zsombor és Mátyássy Áron rendezők részvétele a sorozatban. Krigler Gábor producer úgy nyilatkozott, hogy a projekt kiválasztásának alapját egy 2013-as nézői felmérés adta arról, „hogy milyen műfajokat szeretnének látni a sajátgyártású sorozatok között, és a legelső helyen a krimi és a bűnügyi történet állt.” Bejelentették továbbá azt is, hogy a sorozat tervezett indulási időpontja 2015. november 8. és nyolc ötvenperces részt készítenek.
Dyga Tasnádiék feldolgozásáról azt mondta, hogy „a pilot első tíz perce csírájában még emlékeztet az eredeti finn sorozatra, de azután már rá se lehet ismerni az eredetire,” míg Krigler szerint, aki 2012-ben látta először a Helppo elämät és 2013 óta dolgozott a magyar verzió megvalósításán, „az első rész dramaturgiája és végkifejlete azért eléggé emlékeztet a finn eredetire, de a második résztől már teljesen másképp folytatódik a cselekmény.” A sorozat nyolcvannapos budapesti forgatása a nyár végén ért véget. Az Aranyélet volt az adó addigi legdrágább saját produkciója.
2016. március végén jelentették be, hogy a második évad már az év őszén adásba kerül, míg a forgatás az év április végén kezdődik meg. A sorozatot továbbra is a Laokoon Filmgroup gyártja, a showrunner Krigler Gábor marad, minden főszereplő visszatér, de a vezetői írói pozíciót Lengyel Balázs vette át Tasnáditól, aki egyéb elfoglaltságai miatt csak íróként maradt a produkcióval Zomborácz Virág mellett.

## Forgalmazás

### Sugárzás
A sorozat első részét 2015. október 29-én mutatták be először a RaM Colosseumban tartott díszbemutatón. Az első négy rész november 8-án mutatkozott be az HBO GO-n, az első rész előfizetés nélkül is elérhetővé vált. Szintén november 8-án, vasárnap este sugározták az HBO Magyarországon az első részt, majd ezt követően heti rendszerességgel a sorozat további részeit. Míg az első hat rész 20:00-kor kerül adásba, az utolsó két rész magasabb korhatár-besorolása miatt egy későbbi idősávban. Az évadot 2016 első felében az HBO Europe többi országában is bemutatták, így Bosznia-Hercegovinában, Bulgáriában, Csehországban, Horvátországban, Lengyelországban, Macedóniában, Romániában, Szerbiában és Szlovéniában is.

### Marketing
A sorozat Facebook-oldalát a bejelentéssel egy időben, 2015. május 14-én hozták létre. Ott jelent meg május 14-én a sorozat első teaser-előzetese, majd augusztus 25-én az első már a sorozatból vett jeleneteket tartalmazó előzetes is. Szeptember második felében ugyanott mutatták be a sorozat plakátjait, október 14-én pedig a sorozat teljes előzetesét. A sorozat logója a 2016-os Promax Global Excellence Awardson a műsorspecifikus logók között bronzérmes, míg a karakterpromó rendezése a televíziós reklámok között ezüstérmes lett. A harmadik évad plakátja és kampányfotói a 2019-es Promax Global Excellence Awardson Los Angelesben második helyezést, azaz ezüst díjat kaptak. Mindhárom évad plakát és kampányfotók készítői: Nagy Weiner Attila Fotós, képalkotó, Komor Ágnes Art director, Regula Gergely Kreatív director.
Az Aranyélethez kapcsolódva az HBO a HPS Group és a Pániq-szoba szervezésében ideiglenes 15-20 perces szabadulószobát nyitott az Erzsébet téren 2015. október 15. és 21. között.
A második évad első promóvideóit, amelyek az új szereplőket mutatták be, a sajtótájékoztatóval egy időben, 2016. május 26-án tették elérhetővé. Az évad hivatalos plakátja szeptember 14-én debütált. A Quimby Tükrök olcsón című számának videóklipjében feltűnt a sorozat öt állandó szereplője a sorozatbeli karaktereikben.

## Epizódok
| Évad | Évad | Részek száma | Részek száma | Eredeti sugárzás  | Eredeti sugárzás   |
| Évad | Évad | Részek száma | Részek száma | Évadbemutató      | Évadzáró           |
| ---- | ---- | ------------ | ------------ | ----------------- | ------------------ |
|      | 1.   | 8            | 8            | 2015. november 8. | 2015. december 27. |
|      | 2.   | 8            | 8            | 2016. november 6. | 2016. december 25. |
|      | 3.   | 8            | 8            | 2018. október 14. | 2018. december 2.  |

## Nézettség
A +4-es adatok a teljes lakosságra, a 18–59-es adatok a célközönségre vonatkoznak. A táblázat csak a TV2 által főműsoridőben sugárzott adások adatait mutatja.
| Epizód  | Vetítés              | Teljes lakosság (+4) | Teljes lakosság (+4) | Teljes lakosság (+4) | Célközönség (18–59) | Célközönség (18–59) | Célközönség (18–59) | Forrás |
| Epizód  | Vetítés              | AMR (fő)             | SHR (%)              | Heti helyezés        | AMR (fő)            | SHR (%)             | Heti helyezés       | Forrás |
| ------- | -------------------- | -------------------- | -------------------- | -------------------- | ------------------- | ------------------- | ------------------- | ------ |
| 1. rész | 2018. szeptember 23. | 393 279              | 10,4                 | 13.                  | 226 157             | 10,8                | 11.                 | [ 17 ] |
| 2. rész | 2018. szeptember 30. | 238 981              | 7                    | 30.                  | 149 915             | 7,7                 | 18.                 | [ 18 ] |
| 3. rész | 2018. október 7.     | 235 460              | 7,5                  | 30.                  | 144 025             | 8                   | 23.                 | [ 19 ] |
| 4. rész | 2018. október 14.    | 200 296              | 9,2                  | -                    | 88 977              | 6,7                 | -                   | [ 20 ] |
| 5. rész | 2018. október 21.    | 187 742              | 8,2                  | -                    | 105 805             | 7,5                 | -                   | [ 21 ] |
| 6. rész | 2018. október 28.    | 237 120              | 11,8                 | -                    | 136 326             | 11,4                | -                   | [ 22 ] |
| 7. rész | 2018. november 4.    | 182 227              | 7,9                  | -                    | 84 309              | 6                   | -                   | [ 23 ] |
| 8. rész | 2018. november 11.   | 145 149              | 5,7                  | -                    | 77 674              | 5,6                 | -                   | [ 24 ] |

Érdekesség: Gáll Feri (Végh Zsolt) szerepe szerint egy fiatalkori autóbalesetben elvesztette a bal lábát (térd fölött), műlábbal jár, ezáltal biceg és darabos a járása, viszont a második évad nyolcadik részében Hollós Endre temetésén a menetben teljesen „normálisan” lépked.